# Nushu

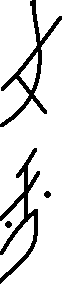
"Nü Shu" escrit en "Nü Shu".

Nü Shu (xinès tradicional: 女書; xinès simplificat: 女书; hanyu pinyin: nǚ shū), traduït literalment "escriptura de dones", és un sistema d'escriptura sil·làbic que fou emprat entre dones a la regió de Jiangyong a Hunan, provincia del sud de la Xina.

## Idioma
A diferència del xinès escrit, el qual és logogràfic (cada caràcter representa una paraula o part d'una paraula), el Nü Shu és fonètic, amb aproximadament 2000 caràcters els quals representen una síl·laba en els llenguatges locals yao i yi. Això és aproximadament la meitat requerida per a representar totes les sil·labes, incolent-hi les distincions tonals; evidentment, s'empren dígrafs per ajudar a la lectura. Molts caràcters Nü Shu es deriven d'altres procedents del xinès estàndard, tot i que d'altres apareixen com derivacions més o menys personalitzades. L'escriptura es realitza de dalt a baix i de dreta a esquerra.

## Història
A l'antiga Hunan, l'ensenyament del Nan Shu o "escriptura d'homes" era prohibida a les dones (vegeu Escriptura xinesa). S'inventà aleshores el Nü Shu i va ésser emprat en secret per les dones. Elles aprenien l'idioma transmès de mares a filles o entre nores. De vegades els caràcters van servir com marcs decoratius o en artesania, ja que la seva forma era més estilitzada i estètica que la forma masculina. La majoria dels escrits formen poesies amb línies de vers de 5 o 7 caràcters.
Malgrat que la llengua nushu existia des del segle iii de la nostra era, no fou conegut arreu del món fins al 1983, a causa de l'intens secret que sempre ha envoltat aquesta llengua.
Abans de la Revolució Cultural, era costum cremar qualsevol escrit en Nü Shu durant el funeral de l'autora, perquè l'acompanyessin a l'altre mon. Durant la Revolució Cultural, foren destruïts milers de manuscrits en Nü Shu, en part a causa de la por que provocava una llengua secreta (i en part per la missió dels Guardians Rojos, que varen haver de destruir qualsevol indici de cultures antigues).
Com a resultat, molt pocs manuscrits Nü Shu van sobreviure.
Després de la Revolució Xinesa, les dones van tenir accés a l'eduació i el Nü Shu va caure en desús. El 23 de setembre del 2004 morí Yang Huanyi (també anomenada Yang Yueqing), de 98 anys, vídua d'un granjer, la darrera persona que el parlava. Yang fou una de les principals representants de la Xina a la Conferència de les Nacions Unides sobre la Dona, celebrada a Pekín el 1995 i aprofità aquella avinentesa per entregar als estudiosos gran part de les cartes, poemes i articles que havia escrit en aquell llenguatge, que van ésser recopilats per la prestigiosa Universitat de Qinghua en un llibre publicat el 2005.
Després de l'esforç realitzat per la senyora Huanyi, el govern ha començat a esforçar-se per recollir i recopilar els escrits, a fi de poder conservar-ho com a part invalorable de la rica i rara herència cultural xinesa.

## Obres en Nü Shu
Gran part de les obres en Nü Shu van ésser les "cartes del tercer dia" (三朝書, pinyin: sān cháo shū). Eren llibres enquadernats en tela creats per "germanes de sang" (結拝姉妹, pinyin: jiebai zimei) i mares per donar a les seves germanes i filles al seu casament. El contingut habitual eren cançons en Nü Shu, que eren lliurades el tercer dia després del casament. D'aquesta manera expressaven els seus desitjos de felicitat de la jove muller que havia abandonat el seu poble per casar-se i la pena per la separació.

## Situació actual
L'estiu del 2005, aquest sistema d'escriptura estava essent preparat per convertir-se en el centre del turisme local, amb previsions per a la realització de connexions d'autobús des d'altres àrees de la Xina a finals d'any. El jardí de Nü Shi a Jianyong posseeix una gran aula educativa oberta als estudiosos del tema i una petita col·lecció de brodat, "cartes del tercer dia" donades a dones acabades de casar i estris de la vida diària de les dones locals. Hi ha dos mestres de Nü Shu al centre i uns 30 o 40 estudiants que han completat el curs d'un any.
Al poble, la senyora He realitza "cartes del tercer dia" en Nü Shu amb traduccions en Xinès mandarí, enquadernats en tela tradicional i cobertes brodades, i les ven a estudiosos i turistes. També ensenya la seva neta a escriure Nü Shu.
L'escriptura i el que l'envolta han atret inversions estrangeres, amb diners de Hong Kong pagant infraestructures en possibles centres turístics i una beca de 209.000$ de la Ford Foundation per construir un museu del Nü Shu, que s'espera que sigui obert al públic el 2007.